# Тессон
Тессо́н (фр. Tesson) — коммуна во Франции, находится в регионе Пуату — Шаранта. Департамент коммуны — Шаранта Приморская. Входит в состав кантона Жемозак. Округ коммуны — Сент.
Код INSEE коммуны — 17441.

## Население
Население коммуны на 2010 год составляло 1039 человек.
| 1962 | 1968 | 1975 | 1982 | 1990 | 1999 | 2010 |
| ---- | ---- | ---- | ---- | ---- | ---- | ---- |
| 560  | 557  | 546  | 705  | 758  | 811  | 1039 |